# گروه پنسونیک
گروه پنسونیک Pensonic Holdings Berhad (با نام PENSONIC) (MYX: 9997) یک شرکت مالزیایی است که لوازم الکتریکی می فروشد. این شرکت توسط Chew Weng Khak در سال 1965 به عنوان یک فروشگاه در پنانگ که تجارت لوازم الکتریکی را تحت نام شرکت رادیو Keat با Chew به عنوان یک مالک انفرادی تأسیس کرد. در سال 1982، Chew نام تجاری Pensonic را برای تولید لوازم برقی تولید داخل راه اندازی کرد.